# 六四事件中的辽宁省
1989年春夏之交，中华人民共和国爆发全国性抗议运动，史称“六四事件”或“八九民运”，中国官方称“1989年春夏之交的政治风波”。期间辽宁省各地也有抗议、游行、罢课、集会及其他政治表达行为。这些活动多由学生、工人主导，也包含市民等群体发起，乃至有體制內人士參與，与全国范围内的抗议相呼应。其中最大规模的示威发生在省会沈阳。大连、鞍山、抚顺、阜新、辽阳、丹东、盘锦、锦州、本溪等各地亦有不同规模的响应。在遊行期间，辽宁各地的主要交通经常受阻。部分地區糧店因交通不暢,儲糧告急。同时由于受北京等地的影響，全省一些地區與之遙相呼應，官方指該省發生“不同程度的動亂。有的城市一度比較嚴重”。

## 沈阳

### 4月
胡耀邦死后，到4月20日辽宁出现高校學生貼大字報，聲援北京學生的事件。四二六社論發表後，引起了沈阳学生的极大愤慨，很快沈阳也發生了大規模示威遊行。
在电视转播北京袁木與學生对话後，沈阳再次爆發示威。4月29日晚，东北工学院约三千名学生上街游行，横幅、口号是：“民主万岁；理解万岁；开放党禁报禁；恢复《世界经济导报》总编钦本立职务；反对官僚，严惩官倒，清除腐败，言论自由；科学救国、民主强国；健全法制，废除专制；正确估价学生民主运动”等等。22时学生返校。公安机关按预案工作，游行秩序良好。

### 5月
5月3日，沈阳高校出现了呼吁学生五四上街游行的大字报和传单。5月4日，瀋陽學生上街，響應當天全國的五四大游行。北京学生的绝食请愿引起学生声援支持。5月14日晚八时二十分，辽宁大学二千余名学生走出校门上街游行，声援北京学生绝食，並至沈阳市政府廣場宣讀聲援、慰問北京絕食學生的電文，沿途秩序良好。晚十时二十分，市政府用二十辆大客车将学生送回学校。5月15日晚八时至16日晨六时许，辽宁大学、体育学院、师范学院、航空学院，沈阳航空学院、沈阳师范学院约五千余名学生上街游行，并陆续到省政府门前静坐，要求对话。沈阳市公安局出动两千多名警力维持秩序、疏导交通。
5月16日下午，辽宁大学、辽宁建筑工程学院，沈阳航空工业学院等20所高校25000多名学生上街游行，有的学生聚集在辽宁省政府和沈阳市政府门前的广场请愿或靜坐示威。游行活动持续到17日凌晨4时多。5月17日早上，有28所大中专院校超过2万名学生高举声援北京学生的横幅、标语，參與當天的游行，并拟派学生代表进京声援。瀋陽電視台、廣播電台、青年報、作家生活報、電子工業部四十七所、中國科學院瀋陽分院等新聞、科研、文化界人士 ,亦組團前往沈阳市政府廣場聲援學生。仅在中山广场，就有近万名围观者目睹了學生遊行。在當天晚些時候，据报道圍觀政府大楼前学生抗議的围观人数约为10万人。
5月18日，沈阳全市高校全面罷課，有30名學生絕食靜坐，并打出“沈阳高校联合绝食”的横幅。各大中專小學師生和社會各界人士十餘萬人進行大規模示威，并有近百萬群眾在場聲援。新聞界、文化界、科技界、出版界、民主黨派纷紛組團聲援。辽宁省共青團、省青聯、学联亦发出了《致党中央、国务院、全国人大常委会紧急呼吁书》运动期间，瀋陽学生成立了「瀋陽市高校學生自治聯合會」。東北工學院、中國醫科大學、瀋陽師範學院都成立了自己的「學生自治會」或「愛國會」。也有民运人士成立「瀋陽市民聲援團」。
北京宣布戒严后，5月20日上午沈阳农大有六十多名学生打着旗帜，喊着口号，拦截两辆汽车到市内游行。21日，继续有人打“反对独裁”，“反对警察”，“李鹏下台，小平滚蛋”等标语游行。还有人散发了各种的传单，谣传一些省市已宣布不承认李鹏政府，邓小平离京、北京有学生死亡等。整个运动期间，受大批學生強行登車赴北京的影響，瀋陽的鐵路交通數度受阻。 
5月22日凌晨，沈阳东北工学院三四百名学生在皇姑屯车站拦截往北京方向去的28次列车。23日，继續有大規模示威遊行。5月25日，沈阳、大连共有15所高校学生和遼寧省文联的职工约5000人上街游行。26日，继续有高校学生到工厂演讲鼓动工人游行、罢工。东北工学院学生自治会组织大型演讲团，准备到工厂、农村、街道宣传。

### 6月
北京六四清场后，公安局指6月4日沈阳学生有很多人上街游行。6月5日，沈阳4000多名学生上街游行。围观群众达几万人。晚10时至6月6日8时30分，市内通往各工业区的主要交通要道被6000余名学生和市民堵塞，目的是阻拦工人上班。5日晚10时至6日8时，沈阳市内通往各工业区的主要交通要道被六千余名学生和市民堵塞，目的是阻拦工人上班。
從6月5日起，瀋陽高校學生與民眾連日在市區抗議遊行,並在路口設置路障,使公路與市區交通嚴重阻塞。6月6日清晨，约17000多名学生上街游行，一半以上工人不能按时上班。上午，沈阳航空学院一些学生分別到139厂、112厂、119厂（均为飞机制造厂）拦堵工厂大门阻止工人上班。中午12时许，3万多名学生、市民在沈阳市政府门前广场召开追悼大会，悼念北京伤亡的学生，围观群众达五万余人。沈阳飞机制造公司等企业4千多名职工参加集会游行。会上号召学生无限期罢课，市民罢市，工人罢工。
6月7日凌晨，沈阳11所高校2000多名学生在通往工业区的主要道路上组成人墙，致使交通堵塞，职工上班晚点。11时许，交通恢复正常。另有4所高校的学生和三家工厂的工人近2000人，拦截了60多辆汽车，坐在车上游行。全省约有29所院校搞“空校运动”，14000多名学生离校回家。6月8日，街上继续有示威活动。沈阳市公安局称抓获了37名在学生游行队伍中指挥拦截车辆的示威者。高雲明等八人被處理,29人“经教育釋放”。 次日沈阳“出现一周来最平静的局面”，没有人游行。沈阳高自联成员凌晨在东北工学院开会，与会者较为恐慌，决定学生不再上街、截车。

## 其他县市
四二六社論出台之後，大連理工大學出現大字報《質問中共中央》對其表達不滿，還有人質疑“七十週年後的中國改變了什麼”，認為“安定團結為貪官汙吏提供了更好的條件”。5月3日，大连高校出现了呼吁学生五四上街游行的大字报和传单，大连理工大学有人号召学生在4日中午斯大林广场集合上街游行，並舉行「民主與自由：紀念五四運動七十週年燭光晚會」。
5月4日中午，大连理工大学、大连轻工学院等4所院校近4000千名学生游行到斯大林广场，向大连市政府递交了一份请愿书并进行了演讲，下午四时许，经过交涉后学生们陆续返校。入夜後，续有二萬餘名學生群衆到大连市政府前示威。还有辽宁青年张贴大字报，指“在专制统治下中国没有未来”，“过去我们推翻了旧的皇帝，而今中南海住进了新的皇帝，他们打着民主共和的旗帜，吸吮着人民的血汗，把中国推向灾难的深渊”。
5月16日，鞍山钢铁学院一千多名学生上街游行。5月17日，大连、锦州、本溪、鞍山的近十所大专院校共9000余名学生上街游行。其中大连大学、轻工学院等8所在大连的高校数千名学生上街游行，并在市政府前的斯大林广场集会示威，向大连当局递交请愿书。锦州工学院等三所锦州高校三千多学生上街游行，并有学生代表前往锦州市政府与市长进行对话。当晚，鞍山钢铁学院、冶金医学专科学校等鞍山院校的两千多师生参与或发动了游行。
5月18日，辽宁全省13个市（包括沈阳、大连、鞍山、抚顺、阜新、辽阳、丹东、盘锦、本溪等）63所高校95000多名学生上街游行。整个运动期间，有人曾乘學生遊行，攔截車輛七十餘台，堵塞大部分重要路段交通。大連高校学生成立了「大連高校學生自治聯合會」，主席为張家柱。大連理工大學也成立自己的「學生自治會」。鞍钢工人也建立了「鞍鋼工人自治會」组织。
另外，大连的民间民运人士郑全利、焦致金等人在运动期间组建了「中華民政黨」。当局指其“长期以来游手好闲,以非法行医、算卦、看相骗取钱财……仇视中国共产党和社会主义制度”，并利用八九民运的爆发加紧机会活动。郑全利、焦致金期间亦组建“中华民族军”、“中华民族军前线作战总司令部”。郑全利以“顺天”为代号,自任党的主席。两人亦起草《告全国同胞书》、《声明》、《战时十二项条例、政策》、《关于发展党员、征兵条件》、《战前行动计划安排》等文件宣言，并从4月开始向大连、甘肃、江苏、广东、河北等省市政府和上海解放日报社、新民晚报社、大连日报社等部门投寄。同时,郑全利、焦致金两人亦向大连理工大学、大连海事大学、大连铁道学院、东北财经大学发出了“中华民政党中央委员会”的信件,呼吁“各高等院校立即集合学生上街游行”推翻政府。两人的计划或言论还包括“建立一个中华民族共和国”、“炸10月1日北京阅兵邓、赵、李等”、“对共产党官员不论职务高低可就地处决”等。
北京宣布戒严后，5月22日锦州有高校学生在锦州东站拦截开往北京的40、80次列车，试图阻挠部队开往北京。5月25日，锦州高中以上的学生大量上街游行，并到锦州市委会前示威。
天安门六四清场后，公安局指6月4日大连学生有很多人上街游行。6月5日，鞍山、大连、抚顺、阜新、锦州等城市均有学生上街游行。6月6日，丹東市公安逮捕民運分子郭亮。6月7日，辽宁全省约有29所院校搞“空校运动”，14000多名学生离校回家。

## 后续
6月10日，大連市金州區公安分局破獲劉春來、于振杰爲首之兩個“團伙”。凌源縣公安局搜獲散發反共傳單者薛福仁。6月11日，撫順公安局抓獲曾參與北京民運活動的李明選。12日，盤錦市興隆台區公安分局抓獲5名砸商店、汽車的示威者。
6月13日,瀋陽市政府發出《關於取締非法組織“瀋陽市高校學生自治聯合會”的通告》。本溪市南芬公安分區抓獲徐州師範學院學生赴「聲援團」骨幹張清雲。6月14日凌晨，被通缉的北高联领袖熊炜在沈阳至北京的254次客车上向乘警投案自首，并被移交北京市公安局。大連理工大學學生自治會领袖張家桂、詹翔、李毅、劉章斌四人先後到大連市公安局登記自首。
6月15日,新金縣公安機關收審进行反共宣傳活動的學生梁國。鞍山市公安局抓獲北京高自聯成員、李錄的聯絡員韓春河。撫順召開“處理違法犯罪分子大會”,有66名民運分子受到公安嚴懲，有的被拘留，有的被收容審查,其中孫玉成、田季軍、于建國、王朝柱、霍雙海分別受到勞動敎養三年和二年的懲處。
6月16日，北京公安局通緝的民運組織「北京市民自治聯合會」主要领导人之一陳陽被瀋陽市公安機關抓獲。当日遼寧日報报道，遼寧省保密局發出通知，要求嚴防民運組織领头者竊密外逃。6月17日，瀋陽市高聯领袖之一季福堂到瀋陽市皇姑區公安分局登記。
6月19日,瀋陽市公安局發出通告,限令民運組織领袖十日內登記。遼寧省公安廳廳長郭大維在“全省公安局長會議”上，要求全省各級公安機關做好：
一、立即依法取締一切煽動、製造社會動亂的非法組織。
二、大力緝捕參加反革命暴亂和製造社會動亂的嚴重犯罪分子和其他反革命分子,對包庇、窩藏上述分子的單位 、居民,要依法查處。
三、各地公安機關要嚴格口岸管理和邊海防管理、防止外逃。
四、強化治安管理、 積極收繳被搶、被盜、散失在社會上的武器彈藥。
五、各級公安機關和武警部隊要按照「誰主管,誰負責」的原則,制定群衆性自防自衛預防突發事件方案。

六、各級公安機關在黨委和政府領導下,運用各種形式和渠道,造成一種強大的社會宣傳輿論,迫使那些違法犯罪分子坦白自首。
6月20日，遼寧省公安廳發出通告明令取締一切非法組織及其成員，并召開新聞發佈會透露，省外高自聯等民運組織骨幹成員被查獲或自首的有6人。另據不完全統計，瀋陽、鞍山、撫順三市抓獲“搞打砸搶”的示威者238人。6月23日,鞍山市召開“嚴厲打擊刑事犯罪分子公開處理大會”，对示威期间参与破坏公物的宗義仁等12名民运分子逮捕和教養，對李萬奎等8人分別執行死刑判決和宣佈一審死刑判決。6月24日，瀋陽市大東區公安分局捉獲被北京市公安機關查緝的示威者趙軍。27日，阜新市公安局抓獲被山西公安和遼寧公安聯合通緝的丁俊澤。7月20日,《遼寧日報》报道本溪市公安以反革命煽動罪，逮捕了本溪縣草河口農民中學教師李德君。
官方数据指，六四事件后辽宁破獲一起“反革命集團案”，共取締了“各種非法組織”34個；18名“非法組織成員”到公安機關登記或自首；六名“非法組織成員”被收審，三名"高自聯"骨幹在省被抓獲；六名省外“非法組織成員”在遼寧境內抓獲；拘捕“各類打砸搶動亂分子”338人（其中逮捕12人，擬逮捕25人，勞動教養113人，收審198人。還對近千名有“輕微打砸搶行為”的人，給予了治安行政處罰。
六四事件的政治犯，大都被关押在凌源县第二劳改营。大连工人肖斌，因亲眼看到北京事件，并在接受外媒采访时讲述表现出来，而被认定犯有“反革命煽动罪”并被判刑10年。其他被判刑的行为还包括，因不满当局镇压学运而寄信表明自己观点、在戒严前张贴支持学生运动的传单、把收听到的《美国之音》录下来给学生听（犯人为教师）等。丹东市流浪汉赵军路在阜新鼓动学生游行示威，被认定犯有反革命煽动罪，被判刑十年。沈阳青年魏寿忠阻拦沈阳军车前往北京镇压学生运动，被以刑事罪名判刑13年。
组建中华民政党的郑全利、焦致金在6月13日被大連市公安抓捕，大连市中级人民法院审理认为其“在动乱期间,积极组织领导反革命集团,进行危害中华人民共和国的活动”。7月，大连市中级人民法院判处郑全利有期徒刑15年,剥夺政治权利5年;判处焦致金有期徒刑10年,剥夺政治权利3年。据狱中民运人士所述，焦在狱中亦被管理人员刻意虐待殴打。此外，六四的政治犯在狱中也需要接受高强度的思想教育，被押民运人士也指在监狱中，部分严重刑事罪犯（如强奸、杀人、流氓犯罪等）听命于管理当局，被授予特权，负责监视、羞辱、殴打、逼供乃至鸡奸政治犯，起到打手、监工、密探等作用。

## 另見
- 六四事件
- 1989年中華人民共和國抗議地區列表
- 六四事件中的吉林省
- 六四事件中的黑龙江省